# Jardín Botánico Ein Gedi
Ein Gedi (hebreo: עֵין גֶּדִי, lit. Manantial del cabritillo) es un kibbutz y el único jardín botánico del mundo en el que las viviendas están integradas con las plantas que se exhiben. 
Con una extensión de 100 dunam (10 ha, 24.7 acres), se encuentra en la orilla occidental del mar Muerto en Israel. 
Es un jardín botánico satélite del Jardín Botánico de Jerusalén del que depende administrativamente.
El código de identificación del Ein Gedi Botanical Gardens como  miembro del "Botanic Gardens Conservation Internacional" (BGCI), así como las siglas de su herbario es EINGE.

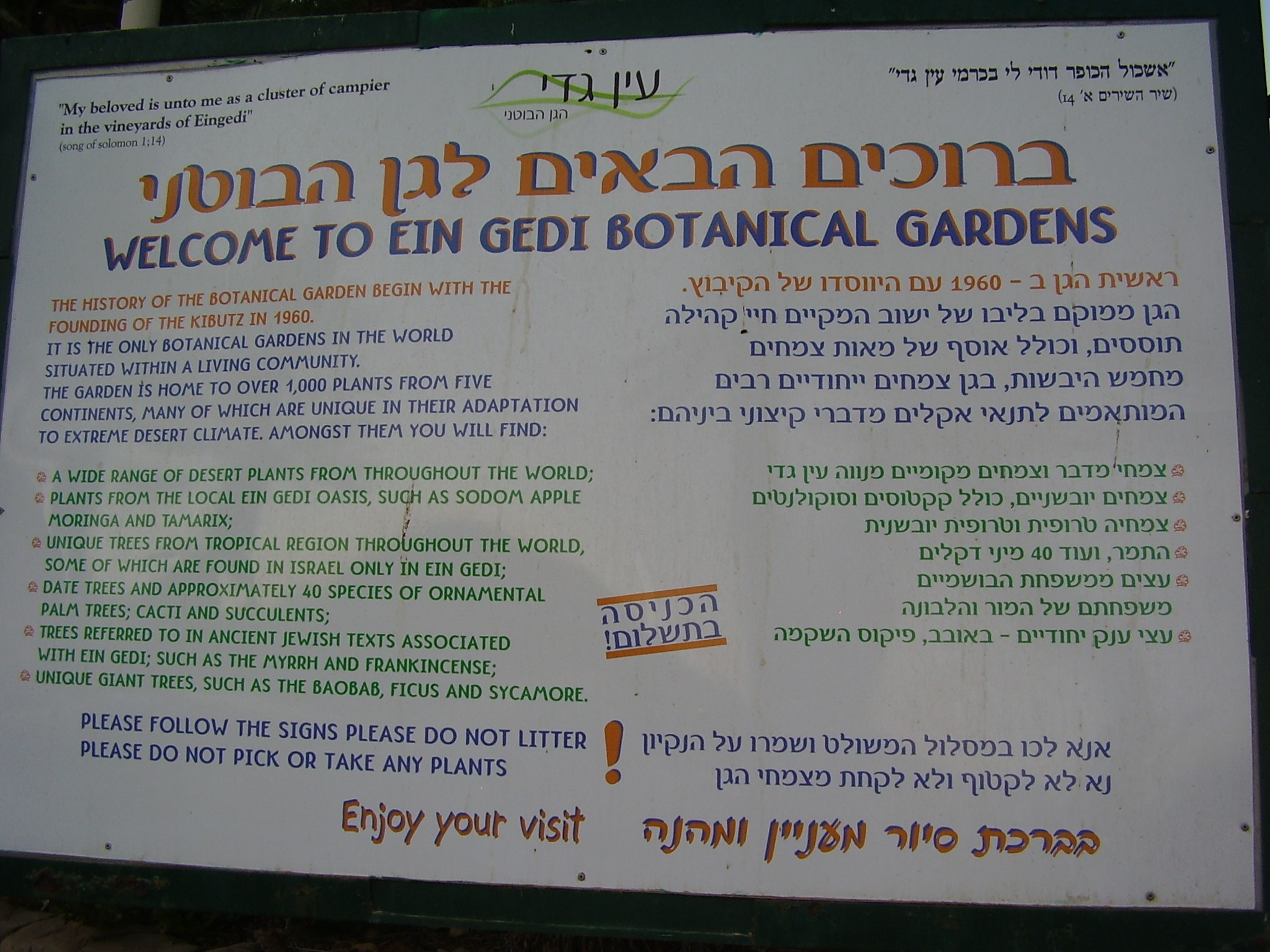
Placa informativa del jardín botánico Ein Gedi.

## Localización
Se ubica en el borde del Desierto de Judea, en la orilla occidental del mar Muerto en Israel, en el lugar históricamente conocido de Ein Gedi, los servicios municipales están suministrados por el Concejo Regional de Tamar.
Planos y vistas satelitales:31°27′0″N 35°23′0″E / 31.45000, 35.38333

## Historia
El kibbutz fue fundado en 1956 por un grupo de jóvenes intelectuales sionistas y miembros del movimiento Nahal en el límite de la Línea Verde de separación de Israel de la frontera de Cisjordania con Jordania, el kibbutz se encontraba completamente aislado en el desierto, el asentamiento israelí más próximo a varias horas de camino por vías secundarias. 
Después de la Guerra de los Seis Días de 1967 y la anexión de Cisjordania por parte de Israel, se pavimentó una carretera desde la Autopista 1 de Jerusalén a Jericó, y de la Autopista 90 que bordea el Mar Muerto, terminando su aislamiento y abriendo la puerta al desarrollo del Kibbutz. Actualmente el « Kibbutz Ein Gedi » tiene 650 habitantes, de los cuales 240 son miembros del kibbutz.
El jardín botánico está distribuido de tal modo que incorpora las viviendas del pueblo en el mismo. Fue incorporado en los registros del BGCI en 1994, siendo tomada pues esta fecha como el año de su fundación.
La economía del kibbutz está basada primordialmente en la Agricultura y el Turismo de la zona circundante y de las ruinas vecinas. En 1997 el kibbutz abrió unas instalaciones para el embotellamiento de agua del manantial de Ein Gedi, lo cual provocó una gran controversia de poner en venta un recurso público.

### Colecciones
Este jardín botánico alberga unas 900 especies de plantas procedentes de todo el mundo. 
Entre sus colecciones son de destacar, 
- Palmas datileras y ornamentales - es la planta más abundante (aproximadamente 30 especies).
- Una amplia gama de las plantas del desierto del mundo entero.
- Flora tropical de varias regiones de selva tropical, cutivadas sin ninguna técnica de cultivo excepcional.
- Especies locales, tal como la « manzana de Sodoma », « Moringa » y « Tamarisk ».
- Árboles inusuales de varias regiones tropicales del mundo entero (varios de los cuales en Israel, solamente se encuentran en Ein Gedi).
- Especies de plantas que se refieren en los textos judíos antiguos (tales como la mirra y el incienso) que entonces fueron asociados a Ein Gedi.
- El Cactarium - un lugar a visitar en el final del trayecto a través del jardín botánico. Incluye más de 1000 especies y sirve como fuente suministradora de especímenes para los varios pequeños jardines de cactus de otros kibbutz.

Detalles
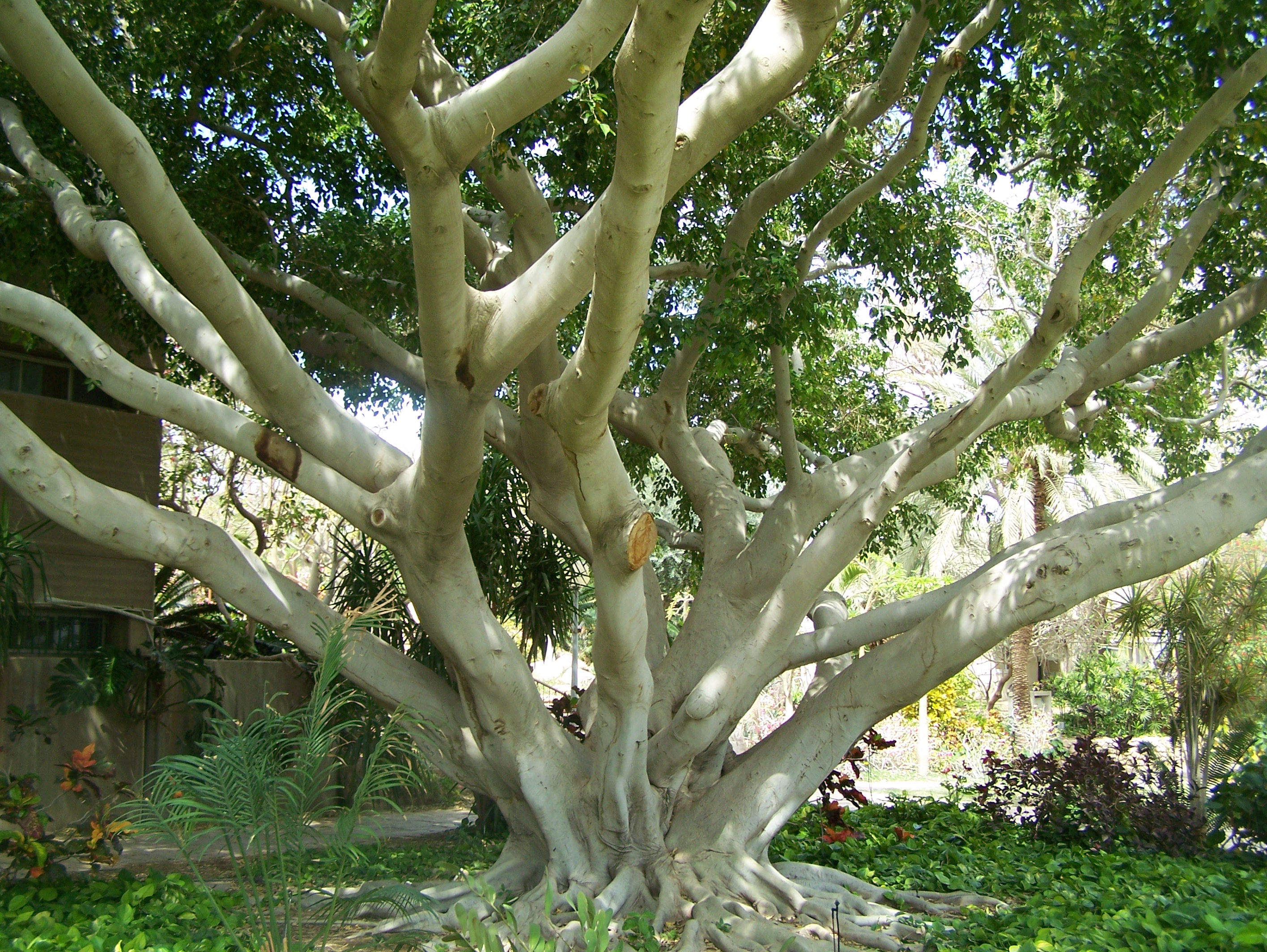
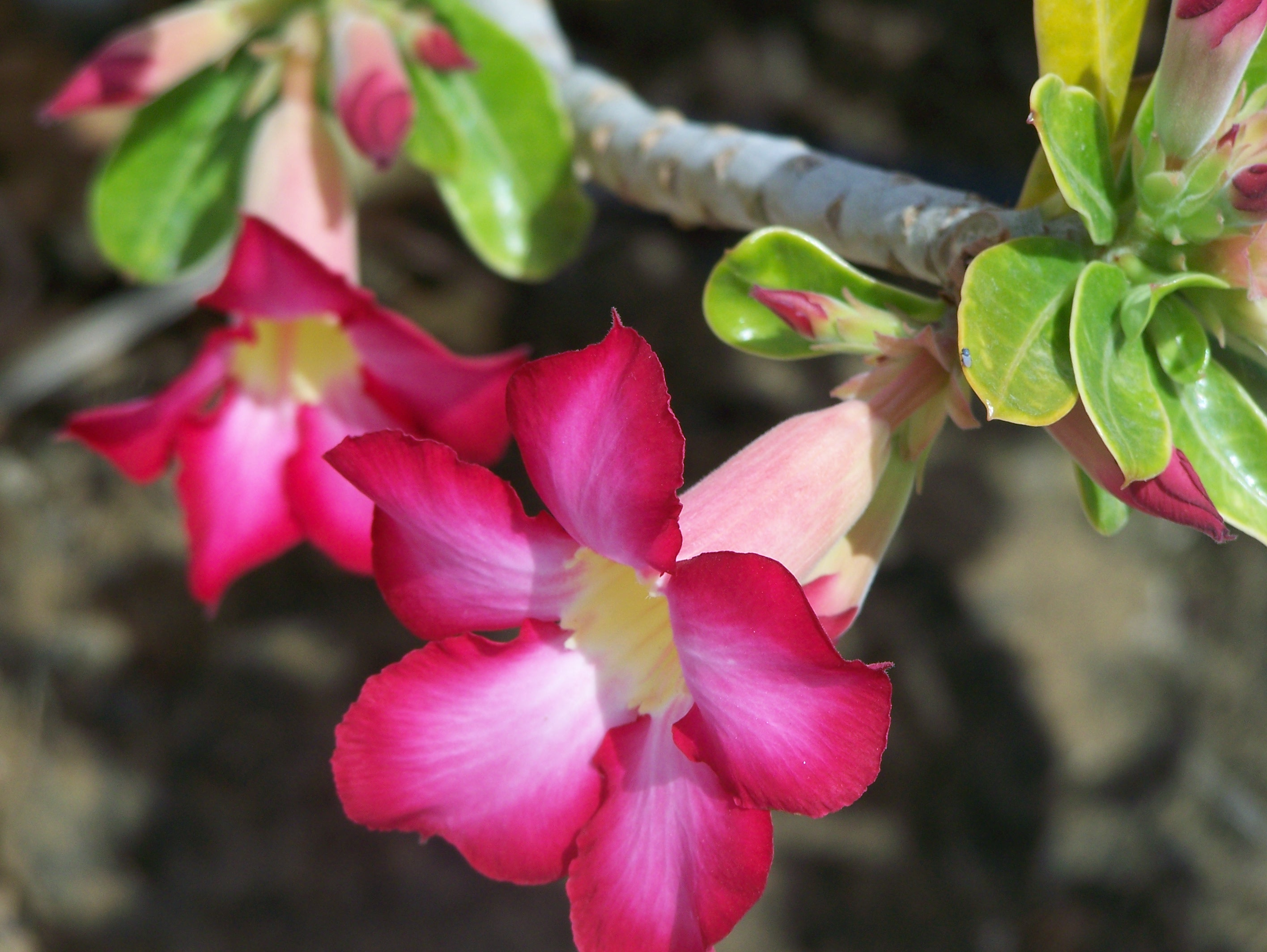
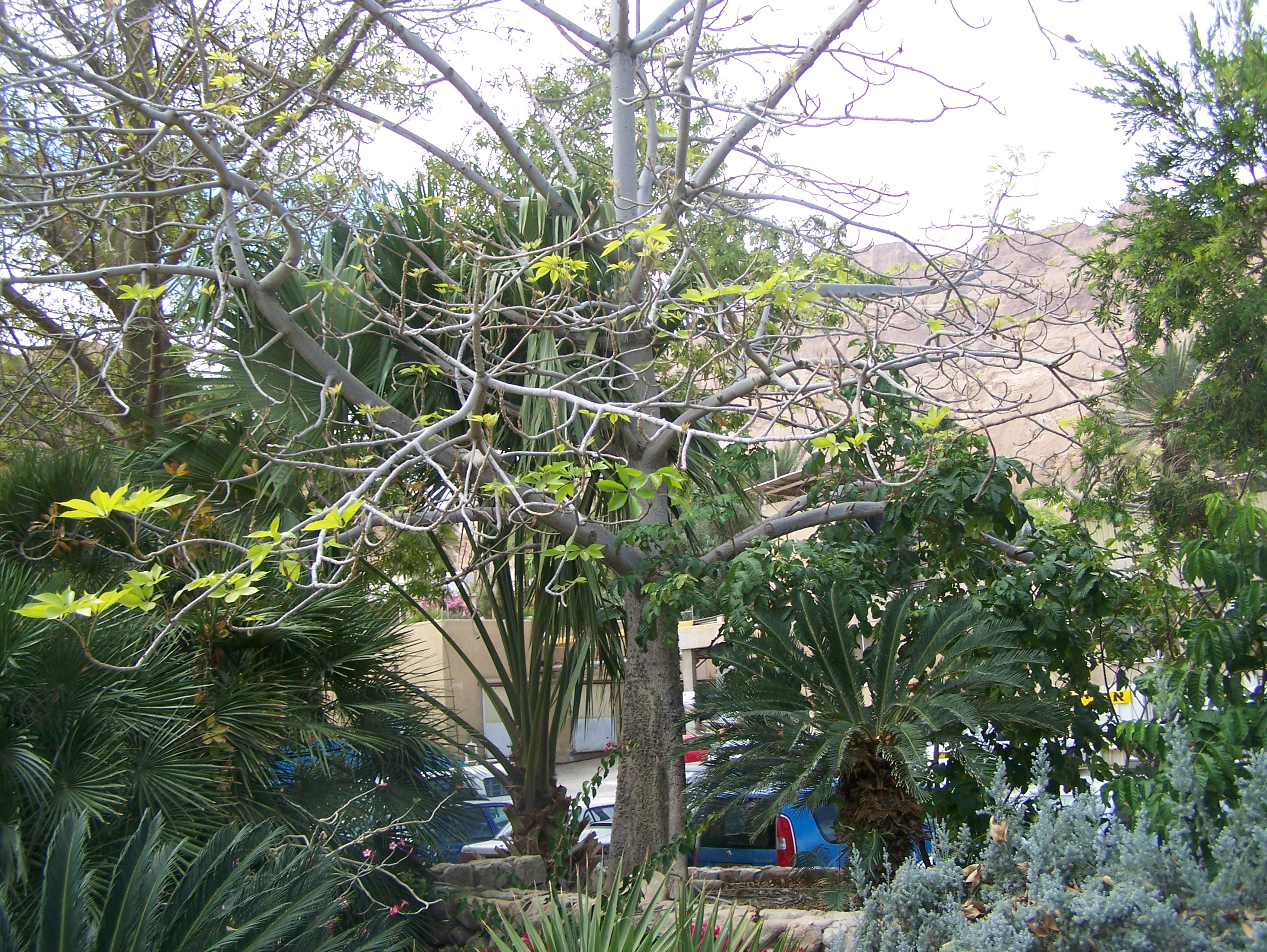
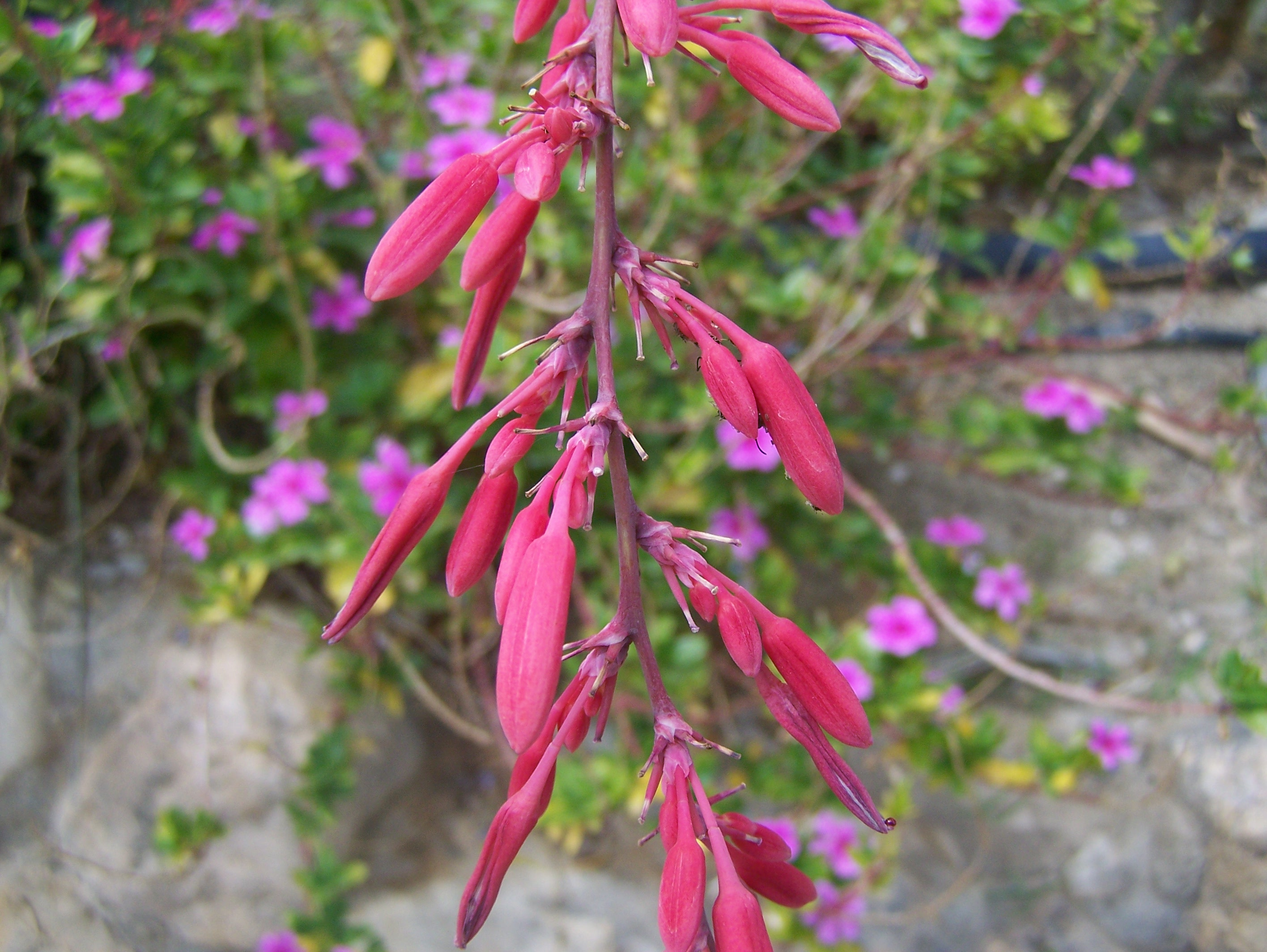
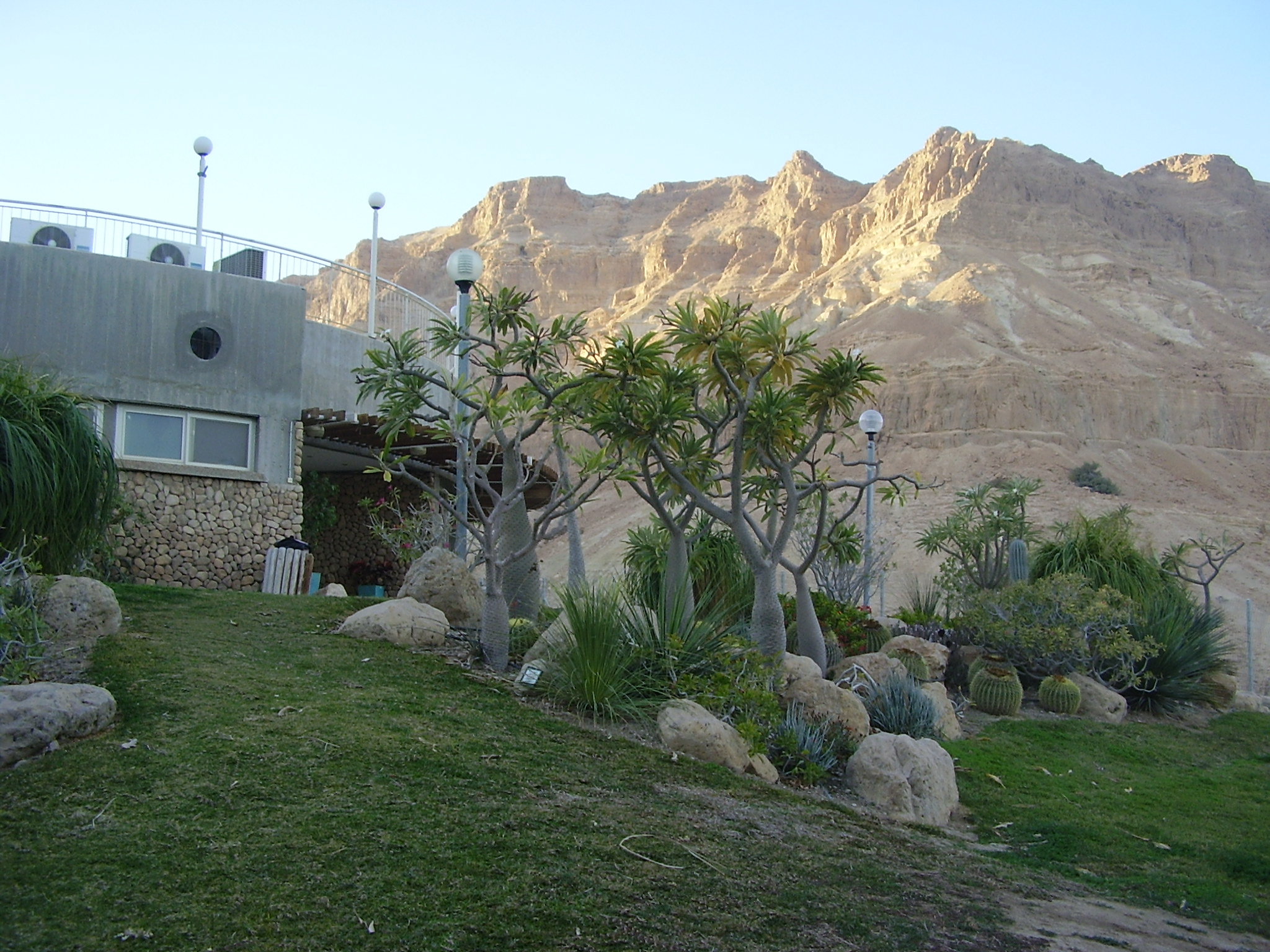